# 映画、陽だまり、卒業式
『映画、陽だまり、卒業式』（えいが、ひだまり、そつぎょうしき）は、ボカロP、プロデューサーのいよわの3作目のスタジオアルバム。2024年6月26日にIgusuri Recordsからリリースされた。

## 概要
前作『わたしのヘリテージ』から約2年3か月ぶりとなる2枚組のフルアルバム。
「The VOCALOID Collection 2022 Autumn」にてTOP100ランキング1位を獲得した『熱異常』や、スマートフォン向けゲーム「プロジェクトセカイ カラフルステージ! feat. 初音ミク」への提供曲『ももいろの鍵』をはじめとした、過去楽曲のアレンジを含む24曲が収録されている。

## 反響
アルバムは一般的に好評を博し、Album of The Yearでは82点と評価された。
オリコン、ビルボード共に週間アルバムチャートにて9位を記録し、いよわにとって初のTop10入となった。

## 収録曲
| 全作詞・作曲・編曲: いよわ。 |                             |           |            | |      |
| #                            | タイトル                    | 作詞      | 作曲・編曲 | 歌唱 | 時間 |
| 1.                           | 「パジャミィ」              | いよわ    | いよわ     | 初音ミク | 3:15 |
| 2.                           | 「ゆめみるうろこ」          | いよわ    | いよわ     | 知声 | 1:34 |
| 3.                           | 「わたしは禁忌」(2024 ver.) | いよわ    | いよわ     | 初音ミク、v flower | 2:36 |
| 4.                           | 「異星にいこうね」          | いよわ    | いよわ     | 星界 | 2:46 |
| 5.                           | 「ぷらいまり」              | いよわ    | いよわ     | 可不 | 3:17 |
| 6.                           | 「間に合え結婚式」          | いよわ    | いよわ     | 鏡音リン | 3:27 |
| 7.                           | 「頬が乾くまで」            | いよわ    | いよわ     | 初音ミク | 3:29 |
| 8.                           | 「キャットファイト」        | いよわ    | いよわ     | 夏色花梨、小春六花 | 3:49 |
| 9.                           | 「ももいろの鍵」            | いよわ    | いよわ     | 初音ミク | 3:21 |
| 10.                          | 「平熱」                    | いよわ    | いよわ     | 初音ミク、GUMI | 3:33 |
| 11.                          | 「一千光年」(Album ver.)    | いよわ    | いよわ     | 初音ミク、v flower、歌愛ユキ、GUMI、可不、星界、足立レイ、裏命、花隈千冬、VY1、SOLARIA、小春六花、夏色花梨、MEIKO、鏡音リン、巡音ルカ、知声、重音テト | 4:00 |
| 12.                          | 「新学期」                  | いよわ    | いよわ     | 初音ミク | 2:58 |
| 合計時間:                    | 合計時間:                   | 合計時間: | 38:05      | |      |

| 全作詞・作曲・編曲: いよわ。 |                       |           |            |                    |      |
| #                            | タイトル              | 作詞      | 作曲・編曲 | 歌唱               | 時間 |
| 1.                           | 「深夜怖い」          | いよわ    | いよわ     | 初音ミク           | 3:08 |
| 2.                           | 「バベル」            | いよわ    | いよわ     | 重音テト           | 2:25 |
| 3.                           | 「黄金数」(2024 ver.) | いよわ    | いよわ     | 初音ミク、v flower | 3:06 |
| 4.                           | 「地球の裏」          | いよわ    | いよわ     | 裏命               | 4:15 |
| 5.                           | 「つづみぐさ」        | いよわ    | いよわ     | 初音ミク           | 3:06 |
| 6.                           | 「クリエイトがある」  | いよわ    | いよわ     | 初音ミク           | 2:45 |
| 7.                           | 「花蟷螂」            | いよわ    | いよわ     | 巡音ルカ           | 2:14 |
| 8.                           | 「大女優さん」        | いよわ    | いよわ     | 花隈千冬           | 3:32 |
| 9.                           | 「粗大ごみの日」      | いよわ    | いよわ     | 初音ミク           | 4:22 |
| 10.                          | 「熱異常」            | いよわ    | いよわ     | 足立レイ           | 3:59 |
| 11.                          | 「三十九糎」          | いよわ    | いよわ     | VY1                | 2:18 |
| 12.                          | 「卒業式」            | いよわ    | いよわ     |                    | 1:49 |
| 合計時間:                    | 合計時間:             | 合計時間: | 36:59      |                    |      |